# Chris Tallman
Christopher Tallman (n. 22 septembrie 1970) este un actor american și comediant.
Este cel mai bine cunoscut pentru aparițiile sale regulate pe Comedy Central programele Crossballs și Reno 911! .  Tallman a fost, de asemenea, creatorul popularei serii Channel 101 Time Belt, pe care a scris-o, a regizat-o, a coprodus-o și a jucat-o.  De asemenea, a jucat în numeroase emisiuni de televiziune, cum ar fi House, Parks and Recreation, Emily's Reasons Why Not, Angel, How I Met Your Mother, The Sarah Silverman Show, The King of Queens și a apărut la Frank TV ca Ed McMahon . Pe 14 octombrie 2013, noul spectacol al lui Tallman The Thundermans a început să fie difuzat pe Nickelodeon. Îl prezintă pe Tallman în rolul lui Hank Thunderman, un tată super-erou, cu puteri precum zborul și super-forța.
Tallman este din Madison, Wisconsin, unde a studiat la liceul Madison West. A jucat cu mai multe grupuri de teatru în Madison, și a fost membru de lungă durată al capitolului Madison al ComedySportz și este în prezent în lista ComedySportz din Los Angeles.
În 2007, Tallman a făcut parte din distribuția ansamblului emisiunii de comedie improvizată NBC Thank God You're Here, care a prezentat abilitățile de improvizație ale unui grup de patru vedete invitate în fiecare săptămână, în timp ce intră într-o schiță live fără să fi văzut un scenariu pentru aceasta.  El a primit premiul Channel 101 Lifetime Achievement Award la Channel 101 Channy Awards 2007. 

## Filmografie
| Anul      | Titlu                       | Rol                                              | Note                                     |
| --------- | --------------------------- | ------------------------------------------------ | ---------------------------------------- |
| 1991      | Comic Cabana                | The Bert Fershners                               | TV series                                |
| 1998      | Spin City                   | Bouncer                                          | Episode: "The Marrying Men"              |
| 1999      | Diagnosis: Murder           | Andy Baxter                                      | Episode: "The Roast"                     |
| 1999      | Angel                       | Nick                                             | Episode: "The Bachelor Party"            |
| 1999      | Frank Leaves for the Orient | Ed                                               | Episodes: "The Girlfriend", "Ed"         |
| 2002      | Robot Bastard!              | Commander                                        | Short                                    |
| 2003      | Computerman                 | Lynn Stalmaster                                  | Episode: "Computerman Auditions"         |
| 2003—2004 | Time Belt                   | Dr. Daniel Bloom                                 | 8 episodes                               |
| 2003—2009 | Reno 911!                   | Gary the Klansman / Shelby's Dad / Porn Guy      | 9 episodes                               |
| 2004      | Quintuplets                 | Josh                                             | Episode: "Where Are They Now?"           |
| 2005      | Dick Richards: Private Dick | King Pack                                        | TV series short / 2 episodes             |
| 2005      | Gregory Shitcock, P.I.      | Chris Tallman Shitcock                           | TV series short / 2 episodes             |
| 2005      | The Wright Stuff            | Birdman                                          | TV series short                          |
| 2006      | Emily's Reasons Why Not     | The carney worker                                | Episode: "Pilot"                         |
| 2005—2006 | The Wastelander             | Bruce                                            | TV series short / 5 episodes             |
| 2006      | Jimmy Kimmel Live!          | Park Ranger                                      | Episode 4.316                            |
| 2006      | Woria: Queen of Power       | Father                                           | TV short                                 |
| 2007      | The King of Queens          | Bill (uncredited)                                | Episode: "Mild Bunch"                    |
| 2007      | Halfway Home                | Victor Galaxy                                    | Episode: "Halfway Working"               |
| 2007      | Thank God You're Here       | Himself                                          | 7 episodes                               |
| 2007      | Cautionary Tales of Swords  | Anchorman                                        | TV series short                          |
| 2007      | American Body Shop          | Dr. Gunterman                                    | Episode: "Stretchy Face"                 |
| 2007      | Back to You                 | Officer Pete Thurston                            | Episode: "Fish Story"                    |
| 2007      | The Sarah Silverman Program | Officer Thwidge / Weatherman                     | 3 episodes                               |
| 2007      | Frank TV                    | Ed McMahon                                       | Episode: " Frankincense and Myrrh"       |
| 2008      | How I Met Your Mother       | Mark                                             | Episode: "The Bracket"                   |
| 2008      | Chocolate News              | Alan Boda                                        |                                          |
| 2009      | ER                          | Burt Mulligan                                    | Episode: "T-Minus-B"                     |
| 2009      | The Mentalist               | Carl Resnick                                     | Episode: "Russet Potatoes"               |
| 2009      | Parks and Recreation        | Wendell Adams                                    | Episode: "Kaboom"                        |
| 2009—2014 | Channy Awards               | Lynn Stallmaster / Dr. Disaster                  | 5 episodes                               |
| 2010      | Miami Medical               | Sam Seaver                                       | Episode: "Like A Hurricane"              |
| 2011      | Bones                       | Connor Trammel                                   | Episode: "The Male in the Mail"          |
| 2011      | The League                  | Mr. Swall                                        | Episode: "The Guest Bong"                |
| 2013      | Community                   | Bellman                                          | Episode: "Conventions of Space and Time" |
| 2013      | Rizzoli &amp; Isles         | David Sutton                                     | Episode: "All for One"                   |
| 2013—2016 | Comedy Bang! Bang!          | Chef René / Judge                                | 2 episodes                               |
| 2013—2018 | The Thundermans             | Hank Thunderman                                  | Main role / 98 episodes                  |
| 2014      | The Haunted Hathaways       | Hank Thunderman                                  | Episode: "Haunted Thundermans: Part 2"   |
| 2016      | Bajillion Dollar Propertie$ | Hector                                           | Episode: "Brtox"                         |
| 2018      | Go! Cartoons                | Pottyhorse / Hair Metal Buffalo / Sammin' Salmon | Episode: "Pottyhorse"                    |
| 2018      | Hotel Du Loone              | Kenneth Lowe                                     | 8 episodes                               |
| 2019      | Knight Squad                | The Wiper                                        | Episode: "A Knight to Remember"          |
| 2019      | Hot Streets                 | Brett Bryce / Farmer / Worker                    | Episode: "Blood Barn"                    |

| An   | Titlu                                                | Rol               |
| ---- | ---------------------------------------------------- | ----------------- |
| 2006 | Rescue Dawn                                          | DJ                |
| 2007 | Reno 911 !: Miami                                    | Expert aligator   |
| 2008 | Man Stroke Woman                                     | Diverse personaje |
| 2010 | Alabama                                              | Skipper           |
| 2015 | Special pentru sărbătorile Ho Ho ale lui Nickelodeon | Carl              |
| 2017 | Special Sizzling Summer Camp Special                 | Carl              |